# Bangoue
Bangoué (encore appelé Bangoe[source insuffisante]) est une localité de la ville de Mboma ai Cameroun. Elle est située dans la région de l'Est,dans le département du Haut-Nyong.

## Géographie
Le village se trouve entre les villes de Ngoap et Zoume, dans le canton de Ayung Yerap. A ne pas confondre avec les villes de Bangou ou encore Bangoua.

## Population
Lors du recensement de 2005, Bangoué comptait 677 habitants dont 311 hommes et 366 femmes.
En 1966-1967, on dénombrait 348 habitants.